# Who Will Marry Me?
Who Will Marry Me? è un film muto del 1919 diretto da Paul Powell. Prodotto e distribuito dalla Universal Film Manufacturing Company, era interpretato da Carmel Myers, Thurston Hall, William Dyer, Betty Schade, Kingsley Benedict, Marian Skinner, Adelaide Elliot, Burton Law. La sceneggiatura di Fred Myton si basa su un soggetto firmato da Sonya Levien.

## Trama
Nella Little Italy di New York, i genitori di Rosie Sanguinetti combinano, contro la volontà della figlia, il suo matrimonio con un connazionale, Antonio Mosconi, da tutti conosciuto come Tony il barbiere. Il giorno delle nozze, però, Rosie scappa via. Incontra così un ricco giovanotto, Jerry Van Tyne, che - ubriaco - la sposa lui. Il giorno seguente, quando Jerry riemerge dai fumi dell'alcool, si rende conto delle conseguenze della situazione. Sua zia Charlotte convince allora Rosie che lei non è la moglie adatta per Jerry, un giovane che appartiene a una famiglia distinta e di classe elevata. Scoraggiata, la ragazza decide di tornare a casa. Nel frattempo, Sylvia, la ex-fidanzata di Jerry, si trova coinvolta in un omicidio. Per salvarla, l'uomo - pur se innocente - si assume lui la responsabilità del delitto. Rosie, testimone al processo, mente anche lei, dichiarando che Jerry ha ucciso per vendicare il suo onore. Il giovane è prosciolto dalle accuse e, vinto dal coraggio di Rosie, si rende conto che in questo modo la moglie è riuscita a conquistare il suo l'amore.

## Produzione
Il film fu prodotto dalla Bluebird Photoplays, una branca dell'Universal Film Manufacturing Company.

## Distribuzione
Il copyright del film, richiesto dalla Bluebird Photoplays, Inc., fu registrato il 21 gennaio 1919 con il numero LP13311.
Distribuito dalla Bluebird Photoplays attraverso la Universal Film Manufacturing Company, il film uscì nelle sale cinematografiche statunitensi il 27 gennaio 1919.
Non si conoscono copie ancora esistenti della pellicola che viene considerata presumibilmente perduta.